# Neorthacris simulans
Neorthacris simulans es una especie de saltamontes del género Neorthacris, familia Pyrgomorphidae. Es nativa del subcontinente indio y fue descrita por primera vez por el entomólogo español Ignacio Bolívar y Urrutia en 1902.